# هربرت غراهام
هربرت غراهام هو سياسي كندي، ولد في 27 فبراير 1856، وتوفي في 1934.